# Neues Greetsieler Sieltief
El Neues Greetsieler Sieltief (alemany) o Nee Greetsieler Sieldeep (baix alemany) és un curs d'aigua de Greetsiel (Baixa Saxònia) a Alemanya. És un tief o deep que bifurca del Knockster Tief a Hinte i que desemboca via el Leyhörner Sieltief al Mar de Wadden a Greetsiel. Fins ben entrat el segle xx, el canal tenia un paper essencial en el comerç, ja que al terra pantanós de la península de Krummhörn no hi havia gaire carreteres fiables. Connecta Greetsiel amb Emden terra endins via Hinte. El darrer barquer Martin Boomgarden (1899-1979) que tenia un comerç de carbó i que conduïa la barca «Elke», va jubilar-se el 1940.

## Afluents
- Pilsumer Tief
- Altes Greetsieler Sieltief